# 오카노 아키히토

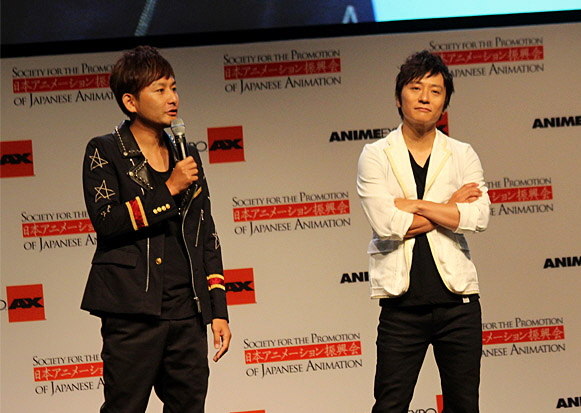

오카노 아키히토(岡野 昭仁, 구칭: 아키히토, アキヒト, 1974년 10월 15일 ~ )는 일본의 남자 가수이다. 포르노그라피티의 일원으로서 활약하고 있다.

## 개략
1999년에 록 밴드인 포르노그라피티의 일원으로서 데뷔했다. "音のない森"(소리가 없는 숲), "ROLL", "リンク(Link)" 등의 히트 송을 작곡하여 일컬어지고 있다. 더구나 페어 라이프에도 참가하고 있다. 신도 하루이치와는 고등 학교의 동급생. 타마와는 고교시절 학원제에서 함께 공연.
소년 때에 누나가 무단으로 자니즈 사무소의 오디션에 응모했지만 서류 심사에서 떨어졌다.
레귤러 라디오로는 매주 토요일 25시 "岡野昭仁のオールナイトニッポン(오카노 아키히토의 올 나잇 닛폰)"을 진행 중이다.

## 프로필
- 애칭 : 아키 쨩(アキちゃん), 앗킨(アッキン), 앗쿤(アッくん), 히토 군(ヒトくん)
- 생일 : 1974년 (쇼와 49년) 10월 15일 (본인 말에 의하면 14일에 머리가 나오고 15일에 몸이 다 나왔다는 말이 있음)
- 출신지 : 히로시마현 인노시마 시 (현 오노미치시)
- 학력 : 히로시마 현립 인노시마 고등 학교 졸업, 오사카 학원 대학 중퇴
- 신장 : 169.8 cm
- 취미 : 축구, 야구, 낚시, 골프
- 가족 : 아버지, 어머니와, 누나(두 사람), 아내, 아이
- 좋아하는 뮤지션 : 스가 시카오, 건즈앤로지즈
- 사용 악기 :
  - GIBSON ES-335 (메인 기타)
  - GIBSON LES PAUL GOLD TOP '56
  - GIBSON SG – Jr. TV YELLOW
  - GIBSON Sheryl Crow Signature Model
  - GIBSON J-45
  - GIBSON B-25
  - FENDER TELECASTER
  - FENDER JAGUAR

## 참가 작품
페어 라이프 앨범 "Have a nice life" (2004년 12월 1일)
- 에이엔노 도모다치 (永遠のともだち, 영원의 친구) - 2004년 9월 23일에 싱글로서도 발매
- 후유 야스미 (冬休み, 겨울 방학)

페어 라이프 앨범 "パンと羊とラブレター" (2007년 3월 7일)
- 몬스타- (モンスター, Monster)
- 사미시구레 (淋時雨, 쓸쓸한 눈물)

## 같이 보기
- 포르노그라피티
- 신도 하루이치
- 다마